# Stefan Legein
Stefan Legein (* 24. November 1988 in Oakville, Ontario) ist ein ehemaliger kanadischer Eishockeyspieler und derzeitiger -trainer, der im Verlauf seiner aktiven Karriere zwischen 2004 und 2016 unter anderem 272 Spiele in der American Hockey League (AHL) auf der Position des rechten Flügelstürmers bestritten hat.

## Karriere
Legein begann seine Karriere 2004 im Alter von 15 Jahren bei den Milton Icehawks in der Ontario Provincial Junior Hockey League (OPJHL), einer unterklassigen kanadischen Juniorenliga. Noch im Verlauf der Saison holten ihn die Mississauga IceDogs aus der Ontario Hockey League (OHL) in ihren Kader, nachdem der rechte Flügelstürmer für die Icehawks in 26 Partien 19 Scorerpunkte erzielt hatte. Auch bei den IceDogs gehörte Legein auf Anhieb zum Stammpersonal und absolvierte in den ersten zwei Jahren seines Engagements in Mississauga 108 Begegnungen, in denen ihm jedoch lediglich 24 Punkte gelangen. Erst in der Saison 2006/07 gelang dem Kanadier der Durchbruch in der OHL, als er in 64 Spielen 75 Punkte erzielte. Mit alleine 43 Toren war er der elftbeste Torschütze der gesamten Saison und erhielt neben der Einladung zum Top Prospects Game der Canadian Hockey League auch eine Nominierung ins OHL Eastern Conference All-Star Team. Durch seine Leistungen waren diverse Mannschaften aus der National Hockey League (NHL) auf den kleingewachsenen Stürmer aufmerksam geworden. Schließlich wählten ihn die Columbus Blue Jackets im NHL Entry Draft 2007 in der zweiten Runde an 37. Stelle aus.
In der Sommerpause des Jahres 2007 vertrat Legein sein Heimatland im Rahmen der Super Series, einem acht Spiele umfassenden Ländervergleich zwischen der kanadischen und russischen U20-Nationalmannschaft, erstmals international. Dabei kam er in allen Spielen zum Einsatz und steuerte drei Tore bei. Zum Beginn der folgenden Saison lief er wieder für die IceDogs auf, die im Sommer von Mississauga nach St. Catharines umgesiedelt waren und fortan als Niagara IceDogs spielten. Dort knüpfte er an die Leistungen der Vorsaison an und wurde im Dezember in das Aufgebot der kanadischen Juniorennationalmannschaft für die U20-Junioren-Weltmeisterschaft berufen. Bei den Welttitelkämpfen in Tschechien fungierte Legein zudem als Assistenzkapitän der Mannschaft und war mit zwei Scorerpunkten aus sieben Turnierspielen am vierten Titelgewinn Kanadas in Folge in dieser Altersklasse beteiligt. Im Anschluss an das Turnier kehrte Legein zu den IceDogs zurück. Mit weiterhin guten Leistungen erhielt er eine Einladung zum OHL All-Star Game und die Nominierung ins OHL Second All-Star Team. Unterdessen war er im Verlauf der Playoffs von den Columbus Blue Jackets zu den Syracuse Crunch, ihrem Farmteam in der American Hockey League (AHL), beordert worden, bei denen er zwei Partien bestritt und somit, knapp ein Jahr nachdem er gedraftet worden war, sein Profidebüt gab.
Am 20. August 2008 gab Legein im Alter von 19 Jahren überraschend seinen Rücktritt vom aktiven Sport bekannt. Diese Entscheidung revidierte er jedoch nach gut drei Monaten im Ruhestand, als er am 3. Dezember erklärte, zu Beginn des neuen Jahres in die Organisation der Columbus Blue Jackets zurückkehren zu wollen. Nachdem er sich bei den St. Catharines Falcons in der kanadischen Golden Horseshoe Junior League und dem Brampton Battalion aus der OHL in Form gebracht habe, erhoffe er sich erneut einen Platz im Kader der Syracuse Crunch, Columbus’ Farmteam, zu erhalten. Dieser Schritt erfolgte am 6. Januar 2009, als ihn die Blue Jackets in den Kader der Crunch überwiesen. Im restlichen Saisonverlauf lief der Kanadier in 26 Spielen für die Crunch auf und erzielte dabei ein Tor. Nachdem er auch die Spielzeit 2009/10 in Syracuse begonnen hatte und in den ersten sechs Partien drei Punkte verbucht hatte, wurde er ins Franchise der Philadelphia Flyers transferiert, wo er für das Farmteam Adirondack Phantoms spielte. Im Gegenzug wechselte Verteidiger Michael Ratchuck zu den Syracuse Crunch.
Im Oktober 2011 folgte ein abermaliger Wechsel in die Organisation der Los Angeles Kings, die ihn gemeinsam mit einem Sechstrunden-Wahlrecht im NHL Entry Draft 2012 im Tausch für zukünftige Gegenleistungen (future considerations) eingetauscht hatten. Dort spielte er aber auch ausschließlich in der AHL für die Manchester Monarchs. Im September 2013 wurde er auf Probe von den Toronto Marlies aus der AHL verpflichtet und verbrachte dort den Beginn der Saison 2013/14. Nach zwei Monaten in Toronto zog es den Kanadier im November 2013 zum schwedischen Zweitligisten VIK Västerås HK. Nach der Spielzeit blieb Legein bis zum Dezember 2014 ohne Arbeitgeber und wechselte dann zu den Heilbronner Falken in die DEL2 nach Deutschland. Im Sommer 2015 kehrte er wieder nach Nordamerika zurück, wo er die Spielzeit 2015/16 bei den Manchester Monarchs und Tulsa Oilers in der ECHL spielte. Danach beendete der 27-Jährige seine aktive Laufbahn endgültig.
In der Folge begann er ab dem Sommer 2017 als Trainer im Junioreneishockey zu arbeiten und war zunächst ein Jahr bei den Mississauga Steelheads in der OHL in einer untergeordneten Rolle tätig. Danach folgten vier Jahre zwischen 2018 und 2022 als Assistenztrainer bei den Saint John Sea Dogs in der Ligue de hockey junior majeur du Québec (LHJMQ). Ab der Saison 2022/23 arbeitete er in gleicher Funktion für zwei Spieljahre bei den Spokane Chiefs aus der Western Hockey League (WHL). Zur Spielzeit 2024/25 erhielt Legein einen Assistenztrainerposten bei den Belleville Senators in der AHL.

## Erfolge und Auszeichnungen
- 2007 Teilnahme am CHL Top Prospects Game
- 2008 Teilnahme am OHL All-Star Game
- 2008 OHL Second All-Star Team

### International
- 2008 Goldmedaille bei der U20-Junioren-Weltmeisterschaft

## Karrierestatistik

### International
Vertrat Kanada bei:
- Super Series 2007
- U20-Junioren-Weltmeisterschaft 2008

(Legende zur Spielerstatistik: Sp oder GP = absolvierte Spiele; T oder G = erzielte Tore; V oder A = erzielte Assists; Pkt oder Pts = erzielte Scorerpunkte; SM oder PIM = erhaltene Strafminuten; +/− = Plus/Minus-Bilanz; PP = erzielte Überzahltore; SH = erzielte Unterzahltore; GW = erzielte Siegtore; 1 Play-downs/Relegation; Kursiv: Statistik nicht vollständig)